# Das schwarze Los
Das schwarze Los ist ein deutscher Stummfilm aus dem Jahr 1913 von und mit John Gottowt.

## Handlung
Die Handlung, ganz in der Tradition der Commedia dell’arte gehalten, spielt in einer lieblichen, südländischen Landschaft. Dort treten Mitglieder einer typisch italienischen Schauspieltruppe auf. Im Mittelpunkt des anfänglich heiteren, später tragischen Geschehens steht eine Dreiecksbeziehung, bestehend aus dem klassischen Commedia-Dreigestirn Pierrot, Colombina und Arlecchino. Sie alle treten in Kostümierung auf. Die heitere Stimmung wird mit einem Mal getrübt, als Eifersucht zwischen zwei Männern im Kampf um die Gunst der Schönen aufkommt.
Das Spiel schlägt sich auf die Realität nieder, denn die Szenerie ist ein Film im Film: Bei der auftretenden, bunten Schauspieltruppe handelt es sich um Kinokünstler in Maskeraden. Nun beginnen die Grenzen zu verschwimmen – aus dem Schein wird Sein, aus dem fröhlich-heiteren Spiel auf einmal tödlicher Ernst, weil sich das Rollenspiel der Protagonisten auf die Wirklichkeit überträgt. Die Eifersucht führt zu einer Gewalttat gegenüber dem Arlecchino, den Colombina liebt.

## Einordnung
In der Einschätzung dieses Films hieß es ein Jahrhundert später: „Der Film versteht sich als Experiment ohne Zwischentitel und enthält, sicherlich ein weiteres Indiz der anspruchsvollen Konzeption, das Film-im-Film-Motiv.“
Die Filmkuratorin Karola Gramann schreibt: „Wir sehen einen Film im Film, und dadurch gewinnt PIERROTS LETZTES ABENTEUER dokumentarische Qualität: Er zeigt die Filmausrüstung der zehner Jahre, Kameras, Stative usw. und Kameraleute wie Regisseur bei der Arbeit.“

## Produktionsnotizen und Hintergrund
Das schwarze Los entstand im Frühsommer 1913, wenige Wochen nachdem Regisseur John Gottowt seine Rolle in Der Student von Prag abgeschlossen hatte. Es blieb Gottowts einziger Ausflug in die Filmregie. Der fünfaktige Film mit einer Länge von 1415 Metern passierte am 21. August 1913 die Zensur und wurde am 20. Oktober 1913 in Berlins Union-Palast Kurfürstendamm uraufgeführt.
Gedreht wurde in dem Bioscop-Atelier in Neubabelsberg, die Außenaufnahmen entstanden am Luganersee und am Comer See sowie in Wien.
Bühnenstar Alexander Moissi, der nur selten vor der Kamera stand, spielte hier mit seiner späteren Ehefrau Johanna Terwin.
Der Film besitzt vor allem Bedeutung, da er als einer der ersten Kinofilme ganz ohne Zwischentitel auskam. Sein Untertitel lautete daher konsequenterweise Eine titellose Commedia dell'arte.
Robert A. Dietrich entwarf die Filmbauten, die Kostümentwürfe stammen aus der Hand von Max Reinhardts Bühnenbildner Ernst Stern.
In Österreich-Ungarn wurde der Film unter dem Titel Pierrots letztes Abenteuer aufgeführt.